# 山口譲司
山口 譲司（やまぐち まさかず、12月12日 - ）は、日本の漫画家。福岡県福岡市博多出身。男性。血液型B型、射手座。山口まさかず名義でも執筆している。主にエロコメ作品を得意とするが、『BIRTH』・『ミステリー民俗学者 八雲樹』等、シリアス作品も手掛ける。

## 作品リスト

### 連載
- シェイク・ヒップ（『ミスターマガジン』、講談社、全3巻）
  - シェイク・ヒップ -新装版-（FOX出版、全3巻）
- BIRTH（『コミックバーズ』、幻冬舎、全9巻）
- 筆下ろし -山口譲司短編集-（『週刊ヤングジャンプ』、集英社、単巻）
- 太陽がいっぱい（集英社、単巻）
- トゥ・ヘヴン（講談社、単巻）
- 熱烈的喰好ガール（『スコラ』、全3巻）
  - 熱烈的喰好ガール -復刻版-（『スコラ』、全2巻）
- カンパニーがぁる（『スコラ』、単巻）
  - カンパニーがぁる2ジョイジョイぱにっく（『スコラ』、全2巻）※山口まさかず名義
- ブルースキャナー（『スコラ』、全2巻）※山口まさかず名義
- その気にさせてよmyマイ舞（『週刊少年チャンピオン』1988年19号 - 1990年17号、秋田書店、全9巻）
- 魔宝DEサドンデス（『週刊少年チャンピオン』1990年31号 - 1991年13号、秋田書店、全3巻）
- 臀撃おしおき娘ゴータマン（『週刊少年チャンピオン』1991年46号 - 1993年7号、秋田書店、全6巻）
- BT（ブラチュー）（『月刊少年チャンピオン』、秋田書店）
- 忍犬ずびまろ（『週刊少年チャンピオン』1993年50号 - 1994年43号、秋田書店、全4巻）※山口まさかず名義
- ハートボイルドパパ（原作：生田正、『週刊ヤングジャンプ』1995年27号 - 1997年46号、集英社、全10巻）
- BOING〜ぼいん〜（『週刊ヤングジャンプ』1999年20号 - 2001年3・4合併号、集英社、全7巻）
- ミステリー民俗学者 八雲樹（原作：金成陽三郎、『週刊ヤングジャンプ』2001年47号 - 2003年47号→『ビジネスジャンプ』2004年15号 - 2004年22号、集英社、全9巻）
- おしとね天繕（『スーパージャンプ』2004年16号 - 2007年1号、集英社、全6巻）
- 0→1Rebirth（『月刊少年シリウス』2005年7月号 - 2007年5月号、講談社）
- セイギのトビラ（『ビジネスジャンプ』2006年8号 - 2007年23号、集英社、全3巻）
- 螺天－BIRTH－（『幻蔵』2006年4月号 - 2008年12月号→『Webスピカ』、幻冬舎、全6巻）※『BIRTH』の続編
- 警視庁美人局（『スーパージャンプ』2007年2号 - 2009年2号、集英社、全5巻）
- くノ一魔宝伝（『ビジネスジャンプ』2008年12号 - 2010年14号、集英社、全6巻）
- おくさま予備校（『スーパージャンプ』2009年14号 - 2010年2号、集英社、単巻）
- 奥さまは女スパイ（『週刊漫画ゴラク』、月一連載）
- FLEHMEN（原作：宮島稔司、『近代麻雀オリジナル』、竹書房）
- エクスタクシー（原作：宮島稔司、『月刊キスカ』、単巻）
- 江戸川乱歩異人館（江戸川乱歩全集（光文社）より、『ビジネスジャンプ』2010年19号 - 2011年21・22合併号〈当初は不定期連載〉→『グランドジャンプPREMIUM』2012年1号 - 2013年14号→『グランドジャンプ』2013年5号 - 2015年17号、全13巻）
- 大江戸ハニー (原作 永井豪 (グランドジャンプ 2012年21号)
- 女王の穴〜クイーンズ・ホール〜（『漫画サンデー』2012年 - 2013年、実業之日本社、単巻）
- 百鬼辞典 (『グランドジャンプPREMIUM』2014年11号)
- 村祀り（原案協力：木口銀、『週刊漫画TIMES』2014年8月22・29日合併号 - 2025年1月10・17日合併号[1]、芳文社、全20巻）
- おしとね天繕〜ゴールドフィンガー〜（『コミック乱ツインズ』2015年2月号 - 2015年11月号、リイド社、全1巻）
- 不倫食堂（『グランドジャンプPREMIUM』2015年7月号[2]、『グランドジャンプ』2016年9号 - 2022年14号[3]、集英社、全21巻）
- エイトドッグス （原作：山田風太郎、『コミック乱ツインズ』2016年8月号 - 2017年10月号、リイド社、全2巻）
- ウラヤミ (グランドジャンプむちゃ 2019年11月号)
- ゆらぎ (グランドジャンプむちゃ 2020年7月号)
- 江戸の不倫は死の香り（『コミック乱ツインズ』2023年8月号[4] - 、リイド社、既刊4巻）
- RACHIGAI 浮世転生〜花魁絵師〜（原案：大月ユウ、『週刊漫画TIMES』2024年5月24日号[5] - 2024年6月14日号[6]）※短期集中掲載[5]